# Élisabeth Soligny
 (septembre 2016).
Si vous disposez d'ouvrages ou d'articles de référence ou si vous connaissez des sites web de qualité traitant du thème abordé ici, merci de compléter l'article en donnant les références utiles à sa vérifiabilité et en les liant à la section « Notes et références ».
Jeanne Élisabeth Malter, épouse Soligny, née à Paris en 1749, est une danseuse et maîtresse de ballet française.
Elle a joué sous le nom de scène de Mademoiselle Le Clerc.

## Biographie

### Enfance et formation
Issue de la famille Malter, une lignée danseurs et chorégraphes, elle est la fille de René Malter, membre et doyen de l'Académie royale de danse.  

### Carrière
Elle débute au Ballet royal suédois en 1773 et est la partenaire attitrée de Louis Gallodier jusqu'en 1782.

### Vie de famille
Appelée à Stockholm en 1764 dans la troupe Dulondel, elle y épouse l'acteur Soligny en janvier 1770. Leur fils, Pierre Louis Gaspard Senisseler, naît six mois plus tard.  